# Swilen Nejkow

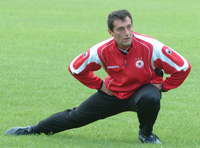
Swilen Nejkow

Swilen Emilow Nejkow (bulgarisch Свилен Емилов Нейков, Translit. Svilen Emilov Nejkov, englisch auch Svilen Emilov Neykov geschrieben; * 14. Dezember 1964 in Warna, Bulgarien) ist ein bulgarischer Sportler, Politiker der Partei GERB und von 2009 bis 2013 Sportminister des Landes.

## Leben
Swilen Nejkow war zwischen 1987 und 1991 Student der Nationalen Sportakademie Sofia. Er wurde im Laufe der Jahre mehrfacher bulgarischer Meister im Rudern. Dazu war er Finalist bei den Ruder-Weltmeisterschaften 1989 in Bled und Tasmanien (1990). 1989 holte er bei der Universiade in Duisburg die Goldmedaille.
Seit 2006 arbeitet er als Konditionstrainer bei ZSKA Sofia und als Lektor in der Nationalen Sportakademie Sofia. Von 2009 bis 2013 war er Sportminister des Landes in der Regierung von Bojko Borissow.
Nejkow ist mit der Ruder-Olympiasiegerin Rumjana Nejkowa verheiratet, mit der er zwei Söhne hat und deren Trainer er auch war.